# Karamollauşağı (Şereflikoçhisar)
Karamollauşağı est un village de Turquie situé dans le district de Şereflikoçhisar, dans la région de l'Anatolie centrale.

## Géographie
Karamollauşağı est situé à proximité du lac Tuz, à une centaine de kilomètres au sud-sud-est d'Ankara.